# John Collett
John Collett, né vers 1730 ou 1735 à Londres et mort en 1775 à Édimbourg est un violoniste et compositeur britannique de la période classique, adepte du style galant, actif à Londres de 1757 à 1770, puis en Écosse de 1770 à 1775,.

## Biographie
John Collett est le fils soit de Richard Collett soit de Thomas Collett, qui étaient tous les deux actifs dans la Royal Society of Musicians de Grande-Bretagne à partir de 1739,. Richard Collett, un excellent violoniste fut un des douze gouverneurs élus de cette société, le chef d'orchestre du Vauxhall et premier violon au Drury Lane Theater.
On suppose que John Collett a été formé à la musique par l'un d'eux, voire les deux, et il est à son tour devenu membre de la Royal Society of Musicians le 5 juin 1757,.
En 1758, il publie son opus 1 (des sonates pour violon) et, quelques années plus tard, il publie une série de six ouvertures (symphonies) dédicacées à Thomas Erskine, comte de Kelly.
En 1770, John Collett déménage en Écosse, où il restera jusqu'à sa mort. Il s'installe d'abord à Aberdeen, où il est membre de l'Aberdeen Musical Society de juin 1770 à septembre 1771 puis, l'année suivante, à Édimbourg, où il travaille pour l'Edinburgh Musical Society à partir de novembre 1771.

## Œuvre
L'œuvre de John Collett comprend un opéra, cinq chansons, six symphonies, deux duos pour flûte et quelques sonates ou solos.
Sa première œuvre publiée est intitulée Six solos for the violin with a thorough bass for the harpsichord (vers 1758).
Sa musique instrumentale montre des traces du style de l'école de Mannheim,. Comme le souligne Brian Robins, auteur de la notice du CD 18th Century British Symphonies enregistré en 2001 par The Hanover Band, l'influence du style de Mannheim est par exemple perceptible dans la symphonie en mi bémol majeur op. 2 no 5 de Collett, ce qui, selon lui, n'est guère surprenant puisque la page de titre de ses Six Symphonies or Overtures (publiées vers 1767) porte une dédicace au comte de Kelly, qui a passé presque trois ans à Mannheim pour y étudier la composition auprès de Johann Stamitz. Cette symphonie est également la première symphonie britannique à quatre mouvement, même si Collett indique que« l'un ou l'autre, ou les deux mouvements peuvent être exécutés »,.
Les symphonies de John Collett montrent également l'influence du style galant de Karl Friedrich Abel et Johann Christian Bach. Pour le spécialiste Jan LaRue, certains mouvements lents des symphonies de Collett soutiennent la comparaison avec les meilleurs mouvements cantabile de Johann Christian Bach.

## Enregistrements
- Symphonie op. 2 no 5 sur le CD 18th Century British Symphonies, The Hanover Band, dir. Graham Lea-Cox (Gaudeamus, CD Gau 216) (OCLC 312027704).